# Iyo Sky
Masami Ódate (japonsky 大館昌美, * 8. května 1990) je japonská profesionální wrestlerka. V současnosti působí v organizaci WWE, kde zápasí pod ringovým jménem Iyo Sky (japonsky イヨ・スカイ) na značce Raw a je současnou držitelkou titulu Women’s World Championship. Dříve byla dvakrát WWE Women's Tag Team Champion společně s Dakotou Kai, držitelkou kontraktu Money in the Bank a také bývalou WWE Women's Champion. Před příchodem do WWE byla známá pod jménem Io Shirai a získala si reputaci díky své atletičnosti a technickým schopnostem v ringu. Je považována za jednu z nejlepších wrestlerek na světě.

## Kariéra

### Raný začátek a Team Makehen (2007–2010)
Io Shirai debutovala v březnu 2007 spolu se svou sestrou Mio jako tag team „Shirai Sisters“. Začínaly jako freelance wrestlerky a vystupovaly v několika japonských nezávislých organizacích, včetně Pro Wrestling Wave a Sendai Girls. V roce 2008 debutovaly v All Japan Pro Wrestling a v roce 2009 získaly svůj první tag team titul TLW World Young Women’s Tag Team Championship. Během této doby také pracovala v Ice Ribbon a dalších organizacích.

### Mexiko (2010–2012, 2014, 2015)
Io Shirai několikrát odjela do Mexika, kde trénovala a zápasila pod jmény Viva Kasai a Oyuki, mimo jiné v IWRG a AAA. V Mexiku získala Americas World Mixed Tag Team Championship. Po krátké přestávce se vrátila v roce 2014 a 2015 na turné v místních wrestlingových organizacích, například Toryumon Mexico.

### World Wonder Ring Stardom (2011–2018)
Io Shirai debutovala ve Stardomu v srpnu 2011 a postupně se stala jednou z nejvýraznějších zápasnic této organizace. V roce 2012 vytvořila skupinu Planet a začala sbírat významné úspěchy, včetně vítězství v několika turnajích a několika titulů.
V dubnu 2014 získala poprvé titul World of Stardom Champion a svůj rekordní počet obhajob držela až do srpna 2015, kdy titul ztratila. V průběhu let byla několikanásobnou šampiónkou různých divizí Stardomu (World of Stardom, Wonder of Stardom, Goddesses of Stardom a Artist of Stardom) a první, která držela všechny tituly této organizace.
V roce 2016 vytvořila skupinu Queen’s Quest, která se rychle stala dominantní. V červnu 2017 ztratila titul World of Stardom a krátce nato byla nucena na čas přerušit kariéru kvůli zranění krku.
Vrátila se v létě 2017 a pokračovala v úspěších, včetně druhého vítězství v turnaji 5★Star GP a dalších titulů. V květnu 2018 oznámila odchod ze Stardomu a její poslední zápas proběhl v červnu téhož roku.

### WWE (2017-současnost)
V roce 2017 byla Shirai kontaktována WWE, kde podepsala kontrakt, ale debut jí zdržely zdravotní komplikace týkající se krku a srdce. Nakonec v polovině roku 2018 oficiálně podepsala a debutovala v turnaji Mae Young Classic, kde se probojovala až do finále. Na značce NXT si vybudovala silnou pozici, vytvořila tým „The Sky Pirates“ s Kairi Sane a získala NXT Women's Championship. Měla významné rivality s Shaynou Baszler, Candice LeRae a Rheou Ripley. Později vyhrála i NXT Women's Tag Team Championship s Zoey Stark a po čtyřech letech odešla z NXT.
V roce 2022 se vrátila na hlavní roster WWE pod jménem Iyo Sky, kde se spojila s Bayley a Dakotou Kai v nové skupině Damage CTRL. Se svou partnerkou vyhrála titul WWE Women's Tag Team Championship, který několikrát získali a ztratili. V roce 2023 využila smlouvu Money in the Bank a poprvé v kariéře získala titul WWE Women's Championship, který držela 246 dní, než ji na WrestleManii XL porazila Bayley. Následně se stala Women’s World Champion, čímž se zařadila mezi sedm žen, které v WWE dosáhly Grand Slamu, a jako první zápasnice to dokázala jak v Japonsku, tak v Americe. Její titulový zápas na WrestleManii 41 získal historické pětihvězdičkové hodnocení od amerického novináře Dave Meltzera.

## Úspěchy

### JWP Joshi Puroresu
- 5. Junior All Star Photogenic Award (2007) – s Mio Shirai

### Pro Wrestling Illustrated
- Umístění na 4. místě z top 100 ženských zápasnic v PWI Women's 100 v roce 2018

### Pro Wrestling Wave
- TLW World Young Women's Tag Team Championship (1×) – s Mio Shirai
- Captain's Fall Six Person Tag Team Tournament (2009) – s Gami a Mio Shirai
- TLW World Young Women's Tag Team Tournament (2009) – s Mio Shirai

### Sports Illustrated
- Umístění na 7. místě z top 10 zápasnic v roce 2020

### Tokyo Sports
- Joshi Puroresu Grand Prize (2015, 2016 a 2017)

### World Wonder Ring Stardom
- Artist of Stardom Championship (6×) – s Mayu Iwatani a Takumi Iroha (1×), Kairi Hojo a Mayu Iwatani (1×), HZK a Momo Watanabe (1×), AZM a HZK (2×) a HZK a Viper (1×)

- Goddesses of Stardom Championship (1×) – s Mayu Iwatani
- High Speed Championship (1×)
- SWA World Championship (1×, inaugurační držitelka)
- Wonder of Stardom Championship (2×)
- World of Stardom Championship (2×)
- První Grand Slam šampionka
- Artist of Stardom Championship Tournament (2017) – s AZM a HZK
- Goddesses of Stardom Championship Tournament (2015) – s Mayu Iwatani
- Goddesses of Stardom Tag League (2015) – s Mayu Iwatani
- Red Belt Challenger Tournament (2013)
- SWA World Championship Tournament (2016)
- 5★Star GP (2014)

- 5★Star GP Award (4×)
- 5★Star GP Best Match Award (2015) vs. Mayu Iwatani 23. srpna
- 5★Star GP Best Match Award (2016) vs. Kairi Hojo 3. září
- 5★Star GP Technique Award (2013, 2017)
- Stardom Year-End Awards (8×)
- Best Match Award (2015) vs. Meiko Satomura 23. prosince
- Best Match Award (2016) vs. Mayu Iwatani 22. prosince
- Best Match Award (2018) s Mayu Iwatani vs. Kagetsu a Hazuki 17. června
- Best Tag Team Award (2015) s Mayu Iwatani
- MVP Award (2013, 2014, 2016)
- Outstanding Performance Award (2017)

### WWE
- WWE Women's Championship (1×)
- Women's World Championship (1×, současná držitelka)
- WWE Women's Tag Team Championship (2×) – s Dakotou Kai
- NXT Women's Championship (1×)
- NXT Women's Tag Team Championship (1×) – s Zoey Stark
- Women's Money in the Bank (2023)
- Desátá WWE Women's Triple Crown šampionka
- Sedmá WWE Women's Grand Slam šampionka
- Women's Dusty Rhodes Tag Team Classic (2022) – s Kay Lee Ray
- NXT Year-End Award (3×)
- Future Star of NXT (2018)
- Female Competitor of the Year (2020)
- Overall Competitor of the Year (2020)